# Idiopsar brachyurus
Idiopsar brachyurus là một loài chim trong họ Thraupidae.

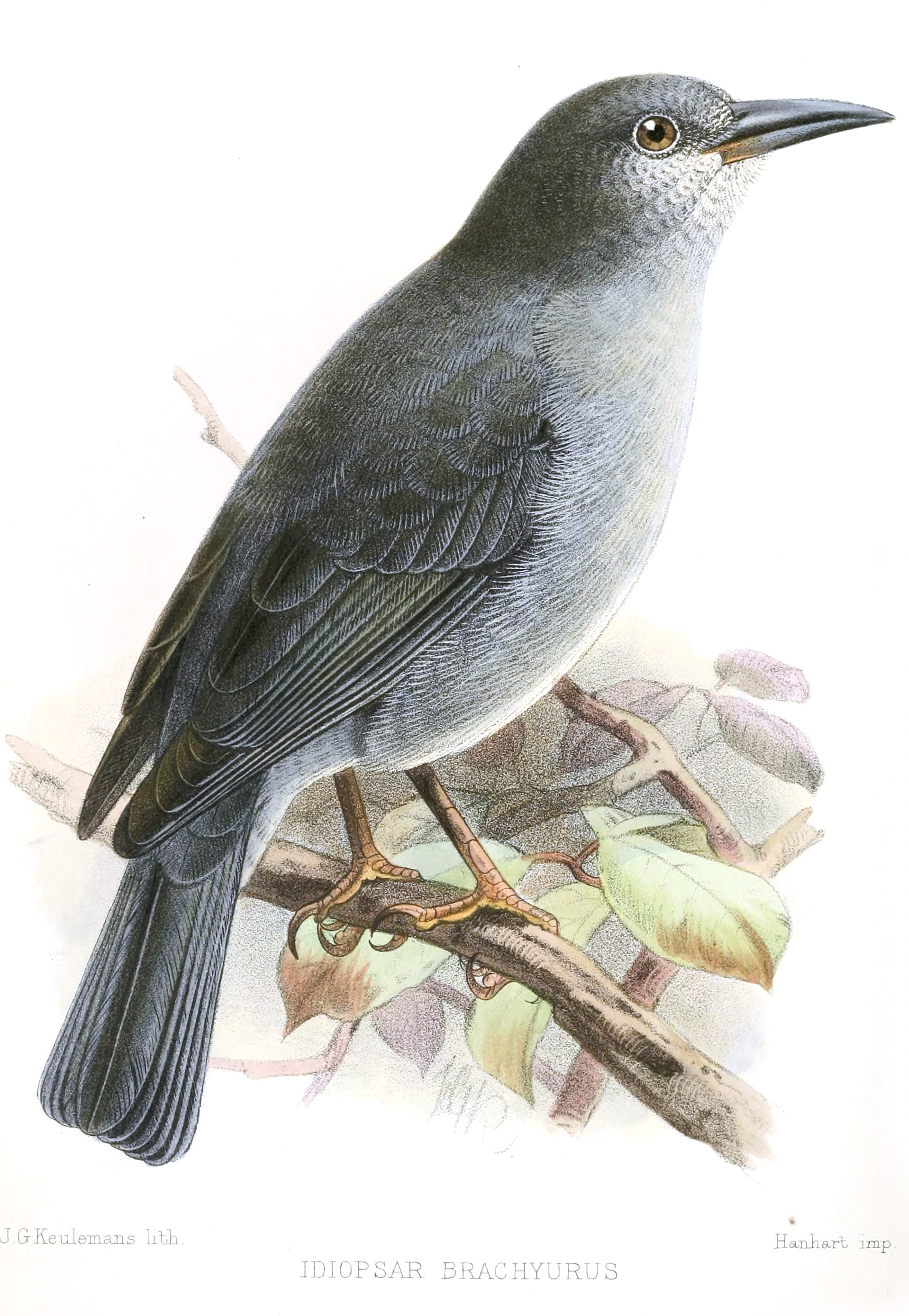